# Стрілець (телесеріал)
«Стрілець» (англ. Shooter) — американський телевізійний серіал, сюжет якого базується на однойменному фільмі та романі «Місце удару» (Point of Impact) Стівена Гантера. USA Network оголосила про роботу над серіалом у серпні 2015 року, а в лютому 2016 року замовила створення пілотної серії. В ефір вона мала вийти в липні 2016 року, проте прем'єру довелося відкласти через розстріл поліцейських в Далласі 7 липня (див. 2016 shooting of Dallas police officers) та в Баттон-Руж 17 липня (див. 2016 shooting of Baton Rouge police officers). У результаті серіал вийшов в ефір 15 листопада 2016 року. Через позитивні відгуки та високу увагу глядачів 16 грудня 2016 було оголошено про роботу над другим сезоном. 4 грудня 2017 року було офіційно оголошено про продовження серіалу на третій сезон.

## Сюжет
Колишній снайпер, сержант морської піхоти Боб Лі Свагер відпочиває на заслуженій військовій пенсії після кількох років, проведених в бойових діях на Близькому Сході. Одного дня до нього звертається офіцер Національної безпеки США з пропозицією допомогти упіймати знаменитого чеченського снайпера Солотова, який колись застрелив напарника Свагера — тепер Солотов погрожує вбити президента США. З почуття обов'язку перед країною Боб Лі погоджується вивчити місце зустрічі президента США з президентом України та повідомити можливі точки нападу — проте, коли зустріч відбувається, з'ясовується, що Боба Лі від початку підставили змовники у вищих ешелонах влади, в зв'язку з чим він опиняється на одній з потенційних точок атаки поруч зі снайперською гвинтівкою якраз у момент, коли невідомий снайпер убиває президента України, що стояв поруч із президентом США. На Свагера починається полювання всіх спецслужб країни.

## Актори
| Актор                 | Роль            | Сезони |
| --------------------- | --------------- | ------ |
| Раян Філліпп          | Bob Lee Swagger | 1—3    |
| Шантель Вансантен     | Julie Swagger   | 1—3    |
| Синтія Аддай-Робінсон | Nadine Memphis  | 1—3    |
| Омар Еппс             | Isaac Johnson   | 1—3    |
| Lexy Kolker           | Mary Swagger    | 1—3    |
| Jesse Bradford        | Harris Downey   | 2—3    |
| Matt Shallenberger    | John Wheeler    | 2—3    |